# Bombycilaena discolor
Bombycilaena discolor — вид рослин із родини айстрових (Asteraceae).

## Біоморфологічна характеристика
Однорічна рослина. Стебла заввишки до 16 см, прямовисні, просто розгалужені і з лежаче-висхідними гілками. Листки 3–19 × 0.6–4 мм довгасто-ланцетні. Клубочки [тип суцвіття] (6.5)7–11 мм у діаметрі, в основному кінцеві.
Вид дуже близький до Bombycilaena erecta, відрізняючись білішими волосками (проти сіріших), більшими клубочками.

## Середовище проживання
Зростає від Середземномор'я до західного Ірану — Франція, Іспанія [вкл. Балеарські острови (Ібіца та Форментера, Майорка)], Італія, Греція, Марокко, Алжир, Туніс, Лівія, Україна [Крим], Туреччина [Європа й Анатолія], Кіпр, Сирія, Ірак, зх Іран.
В Україні вид росте в Криму.